# Саид ибн Мактум
Саид ибн Мактум Аль Мактум (араб. سعيد بن مكتوم آل مكتوم) или Саид II (1878, Шиндагха, Дубай — 9 сентября 1958, Дубай) — шейх Дубая из династии Аль Мактум в 1912—1958 годах.

## Биография
Шейх Саид ибн Мактум был сыном шейха Мактума ибн Хашера и наследовал престол Дубая в ноябре 1912 года после смерти шейха Бути ибн Сухайла. В 1929 году шейх Саид был свергнут своим дальним родственником шейхом Мани ибн Рашидом, однако уже через три дня сумел вернуть себе власть.
К моменту начала правления шейха Саида основным источником доходов шейхства была добыча и торговля жемчугом. За годы его правления порт Дубая был превращён в крупнейшую торговую гавань Персидского залива и всего Аравийского полуострова, что сделало Дубай богатейшим из шейхств Договорного Омана. В 1952 году шейх Саид электрифицировал Дубай, под его властью население эмирата увеличилось в три раза. В результате проводимых им мероприятий по развитию город Дубай превратился в современный мегаполис.
Любимым отдыхом и развлечением шейха Саида была традиционная арабская соколиная охота, которая устраивалась обычно на границе города Дубая с прилегающими пустынными районами. Своё свободное время шейх Саид также проводил на принадлежавших ему финиковых плантациях в соседнем шейхстве Рас-эль-Хайма. Саид ибн Мактум имел четырёх сыновей, старший из которых — Рашид ибн Саид Аль Мактум — унаследовал от отца как страсть к соколиной охоте, так и власть над шейхством Дубай.